# Skagerrak
För andra betydelser, se Skagerak.
Skagerrak, alternativt Skagerak eller Skagerack, är den del av Atlanten som ligger mellan danska Jylland, svenska Bohuslän och södra Norge. Skagerrak gränsar i väster till Nordsjön och i söder till Kattegatt.
Gränsen mot Nordsjön går mellan Hanstholm i Danmark och Lindesnes i Norge. Gränsen mellan Skagerrak och Kattegatt går mellan danska Skagens norra udde och Pater Nosterskären sydväst om Tjörn i Bohuslän.

## Hydrografi
Skagerraks yta är 33 400 kvadratkilometer, volymen är 7 280 kubikkilometer och medeldjupet är 218 meter.
Största djupet finns i Norska rännan utanför Norges sydspets, drygt 700 meter. Norska rännan är en djupränna, som förbinder Skagerrak med djupare vatten i Atlanten. Tröskeldjupet mot djupvattnet i Norska havet är omkring 270 meter. Den Norska rännan står i förbindelse med den norra delen av den djupränna som går utefter svenska västkusten från norska gränsen genom Kosterfjorden (största djup 250 meter) och Väderöfjorden. Rännan kan märkas av även i Kattegatt utanför Hallands kust.
Det finns tre huvudsakliga havsströmmar i Skagerrak:
- Baltiska strömmen
- Jutska strömmen
- Norska kustströmmen (kan också ses som en förlängning av Baltiska strömmen).

Den baltiska strömmen transporterar Östersjöns vatten ut genom Öresund och Bälten, genom Kattegatt och in i Skagerrak. Som alla havsströmmar påverkas denna ström av en lång rad yttre faktorer bland annat vind. Vanligen flyter den norrut utefter svenska västkusten. När östersjövattnet startar sin resa norröver genom sund och bält är salthalten omkring 8 promille. Uppblandning med det saltare vattnet i Kattegatt och Skagerrak ökar salthalten så att vid passagen av Vinga utanför Göteborg kan salthalten ha stigit till strax över 20 promille. Under färden genom Skagerrak sker ytterligare uppblandning med det saltare nordsjövattnet. Den mindre salta Baltiska strömmen flyter ovanpå det betydligt saltare Kattegatts- och Skagerraksvattnet. Tjockleken på den Baltiska strömmen utanför svenska kusten kan ofta vara kring 15 meter. Under speciella förhållanden som till exempel vid längre perioder av ostlig vind kan Baltiska strömmen breda ut sig över större delar av Kattegatt och Skagerrak. Strömmen är snabbast några sjömil ut från svenska kusten ibland upp till 1 till 2 knop.
Den jutska strömmen rinner utefter Jyllands västkust, rundar Skagen och styrs sedan av vindar ner i Kattegatt eller mot hela svenska kusten ända upp till Väderöarna. Jutska strömmar transporterar vatten med hög salthalt (ofta mer 30 promilles salthalt) från Nordsjön in i Skagerrak och Kattegatt. Strömhastigheten i Jutska strömmen kan vara upp till mellan 2 och 3 knop.
Den Norska kustströmmen fångar upp vattnet från Baltiska strömmen och Jutska strömmen och transporterar det vidare utefter norska Sörlandet och ut efter Norges västra kust och ut i Atlanten. Vid Norges sydspets kan strömmen få en hastighet på mer än 3 knop.

## Etymologi
Namn på hela havsområdet mellan Jylland, Själland, svenska västkusten och södra Norge (nuvarande Skagerrak och Kattegatt) nämns första gången under 1600-talet. Då användes Skagerrak omväxlande med Kattegatt som namn på hela området. Skagerrak hade mer officiell prägel, medan Kattegatt var mer av ett skämtsamt sjömansspråk. Bägge namnen är av holländskt ursprung. Första gången de trycks på sjökort är under 1700-talet och då användes fortfarande namnen om varandra för hela havsområdet utanför svenska västkusten.
För den södra delen av havsområdet konkurrerade under 1800-talet namnet Kattegatt successivt ut Skagerrak, medan det för den norra delen mellan Skagen, Bohuskusten och norska kusten användes enbart namnet Skagerrak.
Skagerrak innehåller i förledet en form av Skagen (Jyllands norra udde) och i efterledet ett holländsk/plattyskt ord rak i betydelsen ’’rak sträcka’’. Namnet Skagerrak kan alltså tolkas som ’’den raka sträckan förbi Skagen’’.
Före 1972 hade Danmark, Norge och Sverige tre olika stavningar av sjöområdet ("Skagerrak", "Skagerak", respektive "Skagerack"), men detta år informerades FN att de tre länderna kommit överens om att alla använda stavningen "Skagerrak".
I äldre utländsk litteratur används ibland namnen "Canal of Jutland" eller "Le canal de Jutland".

## Några av öarna i Skagerrak
- Marstrand
- Stenungsön
- Tjörn
- Härön
- Orust
- Härmanö
- Skaftölandet
- Malmön
- Smögenön
- Hamburgö
- Väderöarna
- Galtö
- Resö
- Kosteröarna
- Hvaler
- Spjærøy
- Sandøy
- Tromøya